# سانتوس جوتييريث
خوسيه سانتوس جوتييريث برييتو (بالإسبانية: José de los Santos Gutiérrez Prieto) عسكري وسياسي ورجل دولة كولومبي أصبح حاكمًا لبوياكا، ثم اختير بعد ذلك رئيسًا للولايات المتحدة الكولومبية في الفترة من 1868 حتى 1870. وخلال فترة حكمه، أولى التعليم الحكومي أهمية كبيرة، أكدوا الحدود مع البرازيل وأبرموا التعاقد الأول لحفر قناة بنما.

## سيرته الذاتية
وُلد في بوكايا في 24 أكتوبر 1820. وتُوفي في بوغوتا بكونديماركا في 6 فبراير 1872.